# Jordi López Peña
Jordi López Peña   (Esplugues de Llobregat, 3 de juny de 1962), més conegut pel seu nom artístic Jordi LP, és un humorista i cantant català. A començaments de la dècada de 1990 va esdevenir una figura popular de la televisió.

## Biografia
Des de petit, el jove Jordi va demostrar notables dots per a l'humor i la improvisació. Va superar en la seva infància un problema de disfèmia imitant el seu tartamudeig i fent riure els seus companys de classe a l'escola. Amb 17 anys va començar a actuar en discoteques de Segur de Calafell i Coma-ruga, on es desplaçava amb una moto Vespino. Va ser amb 25 anys, mentre treballava en una empresa de producció audiovisual, que va decidir de convertir-se en un professional de l'humor, recorrent festes majors de pobles, discoteques, convencions empresarials i festes privades, entre altres esdeveniments.
Gràcies a aquestes feines a Jordi LP li va arribar l'oportunitat de participar en la televisió catalana i va començar a treballar a TV3: primer al programa Tres pics i repicó, en què interpretava «El Bocagrossa», un bocamoll que sempre demanava diners al presentador amb la frase ganxo «Mil peles, tiu», al costat de peculiars personatges com «La Vicenteta», i més endavant a El joc del segle. En aquesta època també va participar al programa Pero ¿esto qué es? de TVE. Els anys 1991 i 1992 va romandre com a artista fix a Telecinco, engrossint la nòmina d'humoristes de la cadena que comptava en aquells dies amb noms com Juanito Navarro, Pepe Da-Rosa Jr., o Félix el Gato, entre molts altres. Durant aquesta etapa va participar en espais d'entreteniment i musicals com ara Tutti Frutti, Entre platos anda el juego i Ven a cantar. A Telecinco va copresentar al costat de Bertín Osborne el popular programa La batalla de las estrellas. Els anys 1997 i 1998 va conduir Surti com surti, i l'any 2000 va participar al programa Passi-ho bé a TV3. A principis del nou mil·lenni, va actuar a la gala especial Maratón del humor a Via Digital i Antena 3. Posteriorment va presentar Forat 18, (2005-2006), un programa sobre golf i pitch-and-putt emès pel Canal 33, Dissabte show al Canal Català (2007), el programa de Telemadrid 24 canciones para el olvido, dirigit llavors per Valeriu Lazarov, així com en el popular espai Sábado noche al primer canal de TVE.
Pel que fa a la ràdio, la temporada 1998-1999 va conduir el programa Òndia Catalunya a Ràdio Salut i els anys 2005 i 2006 va presentar a Onda Rambla un programa sobre golf, esport que es troba entre les seves grans passions. El 1996 va participar en la pel·lícula Escenes d'una orgia a Formentera, del director Francesc Bellmunt, amb Rosa María Sardá, Joaquín Kremel i Helena Pérez-Llorca, interpretant el personatge d'un paparazzi. El seu debut en solitari com a actor de teatre va tenir lloc al Club Capitol de Barcelona l'any 2011, amb l'obra Er camino Santiago, d'Àngel Alonso Tomàs, espectacle en què interpretava una trentena de personatges diferents. L'any 2002 va rebre el Premi ARC al millor humorista de l'any per part de l'Associació Professional de Representants, Promotors i Mànagers de Catalunya.